# 미파 (젤다의 전설)
미파는 젤다의 전설 시리즈에 나오는 가공의 인물이다.
젤다의 전설 브레스 오브 더 와일드와 젤다무쌍 대재앙의 시대 등의 등장하였다.

## 특징
조라족의 왕녀이며 시드가 동생이다. 젤다의 전설 시리즈에서 링크, 리발, 우르보사, 다르케르와 함께 영걸로 불렸다. 신수 바•루타의 주인이다. 젤다의 전설 브레스 오브 더 와일드에선 재앙 가논이 보낸 물의 커스 가논과 싸우다가 사망하였다. 치유 능력이 있다. (이 치유 능력이 미파의 기도이다.)
광린의 창을 주로 사용한다. 치유도 잘 했지만 창술에도 능하여 창술의 천재라고 불렸다. 광린의 창은 미파를 위해 특별히 제작하며 마을에서 단 한명만이 광린의 창과 제사의 창을 제작하도록 하였다. 또 광린의 창은 미파가 어렸을 때 물에서 떠 내려 왔다고 한다. 젤다의 전설 브레스 오브 더 와일드에서 링크가 물의 커스 가논을 쓰러트리면 미파의 기도를 얻을 수 있다. 
신체 나이는 어리지만 나이는 링크보다 훨씬 많다. 그래서 어릴 때부터 링크를 돌보았고 그로 인해 링크를 마음에 담아 두고 있었다. 그것을 보여주고 있는 것이 링크의 몸에 꼭 맞는 조라족의 갑옷인데 조라족들은 결혼이나 고백을 할 때 조라족의 갑옷을 선물하기 때문이다. 또 젤다가 각성을 계속 실패하자 자신은 능력을 사용할 때 누구를 생각하는지 아냐고 물었었다. 누구를 생각한다고 알려주려 할 때 가논이 부활해 버려 그 답은 영원히 들을 수 없게 되었다. 그리고 젤다무쌍 대재앙의 시대에서는 영걸 임명식이 끝나고 모두가 쉬고 있을 때 다르케르에게 훈련을 도와달라고 하면서 "그래서... 더 강해져서... 꼭... 그이를... 그를..
"이라고 했으나 링크가 미파를 쳐다보자 아니라고 하면서 얼버무렸다.
젤다의 전설 브레스 오브 더 와일드에서 링크의 기억을 보면 "그때처럼... 다시... 여기에 놀러와 줄래?"라는 대사가 나오는 걸로 봐서 링크가 조라의 마을에 자주 놀러 왔었다는 점 그 후 젤다를 호위하느라 조라의 마을에 놀러오지 않았다는 점 등을 알 수 있다.

## 성격
미파의 성격은 부드럽고 남을 생각하는 성격이다.  자신의 동생인 시드를 아끼고 "나한테 무슨 일이 생기면 이젠 네가 이 조라의 마을을 이끌어 나가야해." 라고 하며 시드를 걱정하기도 했다. 또 시드의 폭포오르기를 도와주거나 라이넬에게 위협받고 있는 시드를 도와주는 등 시드를 잘 챙겨준다. 가끔씩 사람들에게 존댓말을 쓰기도 한다.

## 작중 행적
젤다의 전설 브레스 오브 더 와일드와 젤다무쌍 대재앙의 시대에 등장하였다. 
젤다의 전설 브레스 오브 더 와일드에선 바•루타 위에서위영혼만 남은 몸으로 "아바마마는 잘 계실까? 그동안 걱정만 끼치고 그랬는데... 할 수 있다면 한 번만 이라도 보고 싶었는데..." 라고 하였다. 이는 젤다무쌍 대재앙의 시대에서 바•루타를 조종한 것과 관련지어 나타낼 수 있다. 왜냐면 처음에 도레판 왕이 미파가 바•루타를 조종하는 것을 반대했는데 바•루타가 조라의 마을을 구하자 어쩔 수 없이 허락했다. 그 때문에 아바마마(도레판 왕)이 걱정했다고 나타낸 것과 관련지을 수 있다.
젤다의 전설 브레스 오브 더 와일드의 확장팩에서는 시드의 폭포 오르기를 도와주는 장면이 나온다.
젤다무쌍 대재앙의 시대에선 바•루타를 조종하고 라이넬한테 위협받고 있는 시드를 도와주었다. 하지만 이것은 플레이어가 조종하는 것이여서 실제로 젤다의 전설 브레스 오브 더 와일드에서 미파의 일기를 보면 라이넬에게 죽을 뻔 했다고 적혀있다.

## 외형
조라족처럼 반은 물고기 반은 사람의 형태를 하고 있다. 몸 여기저기에 보석으로 치장이 되어있고 몸 전체 색은 붉은색이다. 눈동자는 갈색이다. 반은 물고기이기 때문에 머리 위에 머리카락 대신 지느러미가 있다. 발도 조라족처럼 발가락이 2개.

## 같이 보기
- 리발 (젤다의 전설)
- 젤다의 전설 브레스 오브 더 와일드
- 젤다의 전설 시리즈
- 링크
- 젤다무쌍 대재앙의 시대
- 사신수
- 종족 (젤다의 전설)